# زاوية سيدي بومهدي (بباهسة السبيعات)
زاوية سيدي بومهدي هو دُوَّار يقع بجماعة اسبيعات، إقليم اليوسفية، جهة مراكش آسفي في المملكة المغربية. ينتمي الدوّار لمشيخة بباهسة السبيعات التي تضم 31 دوار. يقدر عدد سكانه بـ 375 نسمة حسب الإحصاء الرسمي للسكان والسكنى لسنة 2004.

## روابط خارجية
- البوابة الوطنية للجماعات الترابية نسخة محفوظة 12 مارس 2018 على موقع واي باك مشين.
- المندوبية السامية للتخطيط